# Corrigin
Corrigin is een plaats in de regio Wheatbelt in West-Australië. Het ligt 229 kilometer ten zuidoosten van Perth, 350 kilometer ten noorden van Albany en 90 kilometer ten oosten van Brookton.

## Geschiedenis
De Nyungah Aborigines zijn de oorspronkelijke bewoners van de streek. De naam Corrigin werd voor het eerst vermeld in 1877 als de naam voor een bron. Het is een aborigineswoord maar het is niet bekend wat het betekent. Het dorp werd officieel gesticht als Dondakin, de naam van een nabijgelegen spooraansluiting, omdat een andere spooraansluiting reeds Korrijinn heette. Na publiek protest werd op 15 mei 1914 de naam veranderd naar Corrigin.
De kolonisatie van de streek in de 19e eeuw verliep traag. Corrigin lag vrij afgelegen en aan de Rabbit-proof fence. George Walton had een groot deel van het land onder zijn hoede middels een pastorale lease die hij vanaf Wogerlin Rock, twintig kilometer ten noordoosten van het huidige Corrigin, beheerde. A.W. Goyder was de eerste kolonist die zich er vestigde. Hij werd gevolgd door Jack Crossland. Een tekort aan water hield de ontwikkeling tegen maar eens dammen en waterputten waren aangelegd, vestigden er zich meer kolonisten.
In 1914 werd Corrigin eindelijk ontsloten door een spoorweg vanuit Meredin én door een spoorweg vanuit Narrogin. Corrigin werd dus zowel op de Great Southern Railway  als op de Eastern Goldfields Railway aangesloten. In 1915 werd ook nog een spoorweg naar Brookton aangelegd. De Kunjin Road Board was op 4 februari 1913 gesticht maar al na drie vergaderingen veranderde deze van naam. Ze werd de Corrigin Road Board genoemd vermits Corrigin, in tegenstelling tot Kunjin, een spoorwegknooppunt geworden was. In 1923 werd de Road Board ondergebracht in een nieuw gebouw waar ze verbleef tot in 1963. In 1961 werd het lokale bestuursgebied onder bestuur van de Corrigin Road Board overgedragen aan de Shire of Corrigin. Dit bestuursorgaan kreeg vanaf 1963 onderdak in een nieuw gebouw waar ook een bibliotheek werd gevestigd.
Vanaf 1932 maakte Corrigin deel uit van een netwerk van verzamel- en ophaalpunten voor de graanproductie van de landbouwers uit de omtrek.
Na de Tweede Wereldoorlog en tijdens de jaren 1950 werden Oost-Europese migranten gehuisvest in Corrigin. Ze verbleven er drie jaar in de barakken die voor de spoorwegarbeiders waren gezet bij de aanleg van de spoorwegen; tot ze zich een eigen huis konden veroorloven. In 1959 werd de spoorweg naar Brookton gesloten.

## 21e eeuw
Corrigin is het administratief en dienstencentrum voor de landbouwers uit de omtrek. De economische bedrijvigheid in het district bestaat voornamelijk uit de teelt van granen en schapen.
In 2021 telde Corrigin 701 inwoners tegenover 903 in 2006.
Het plaatsje heeft een hospitaal, een basis- en secundaire school, een zwembad, een bibliotheek, tal van sport- en sociale verenigingen, een historische en een natuurvereniging, een vrouwen- en een mannenclub en een serviceclub.
Corrigin is een verzamel- en ophaalpunt voor de oogst van de graanproducenten uit de streek in area 13 van de CBH Group.

## Toerisme
- Het pionier museum is een streekmuseum met de focus op technologisch landbouwerfgoed.
- Sinds 1974 heeft Corrigin een hondenkerkhof.
- De Scenic Lookout Drive geeft een indruk van de streek en doet de World War I Turkish Mountain Gun aan.[11]
- Er zijn een vijftal korte wandelroutes uitgestippeld in en om het dorp.[12]
- Het duizend tweehonderd hectare grote Corrigin Nature Reserve bevat veel inheemse fauna en flora. Het is een van de vele plaatsen rond Corrigin waar vogelspotters hun gading vinden.[13]
- Corrigin maakt deel uit van het toeristische project Pathways to Wave Rock.[14]

## Galerij

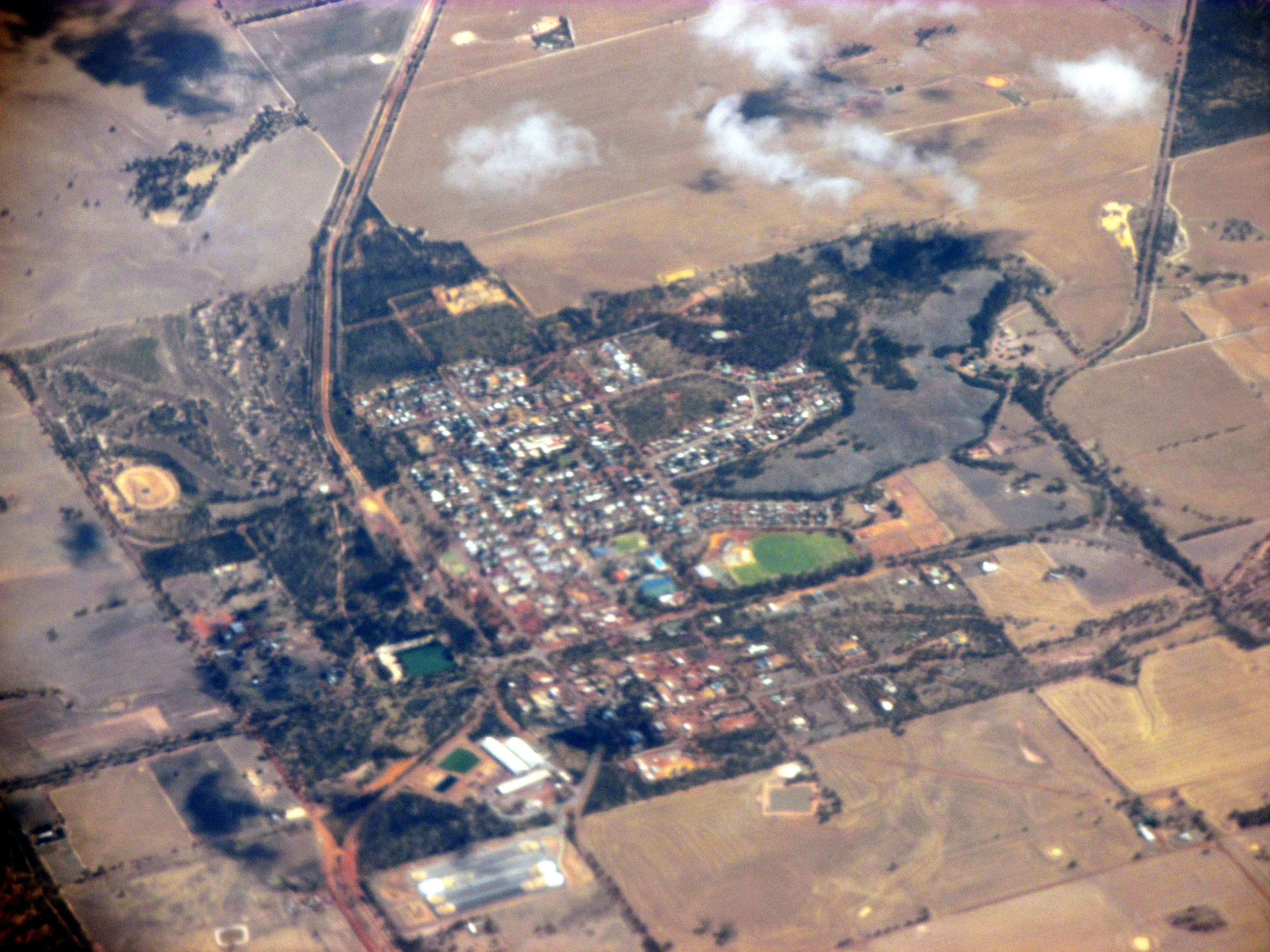
luchtfoto
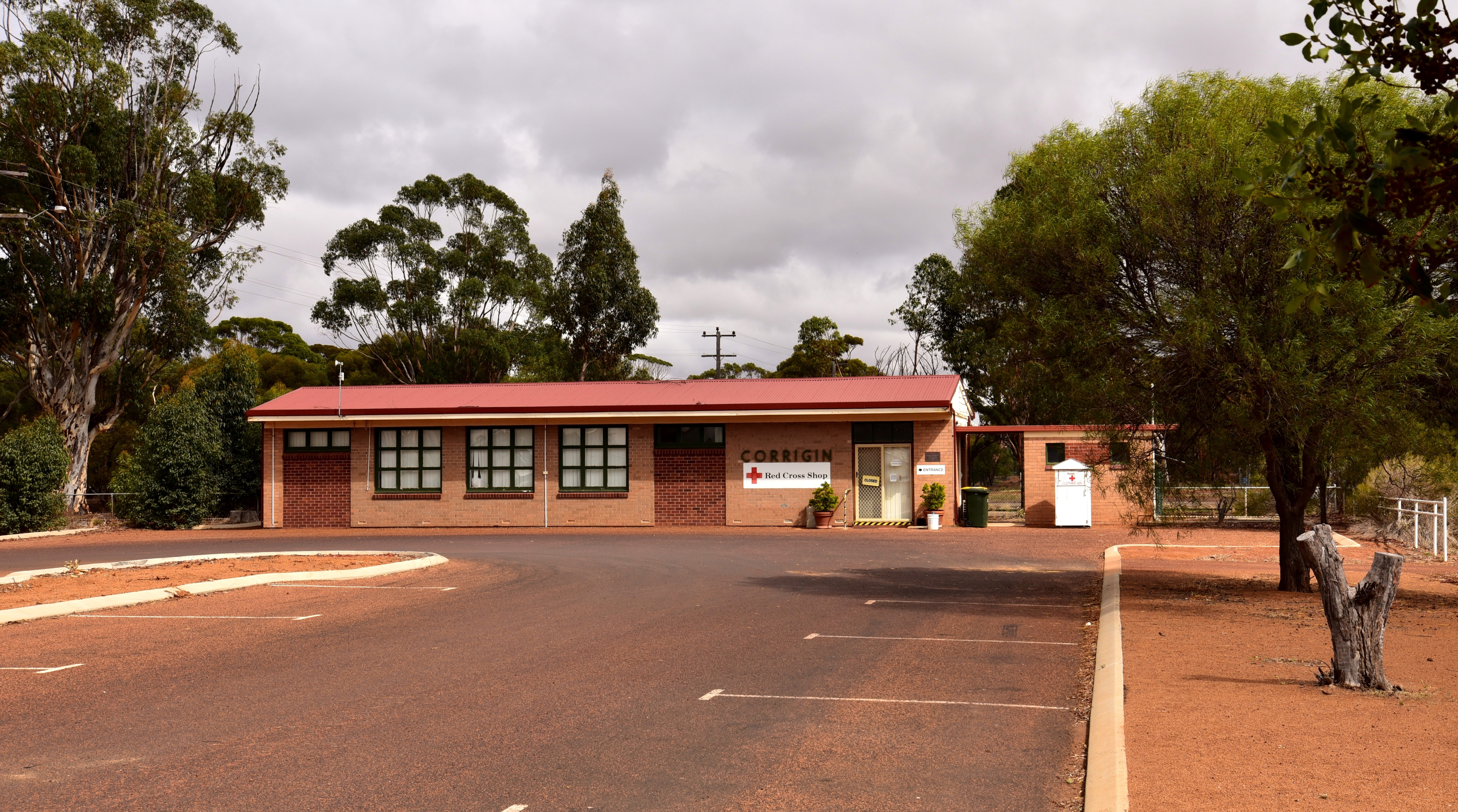
spoorwegstation
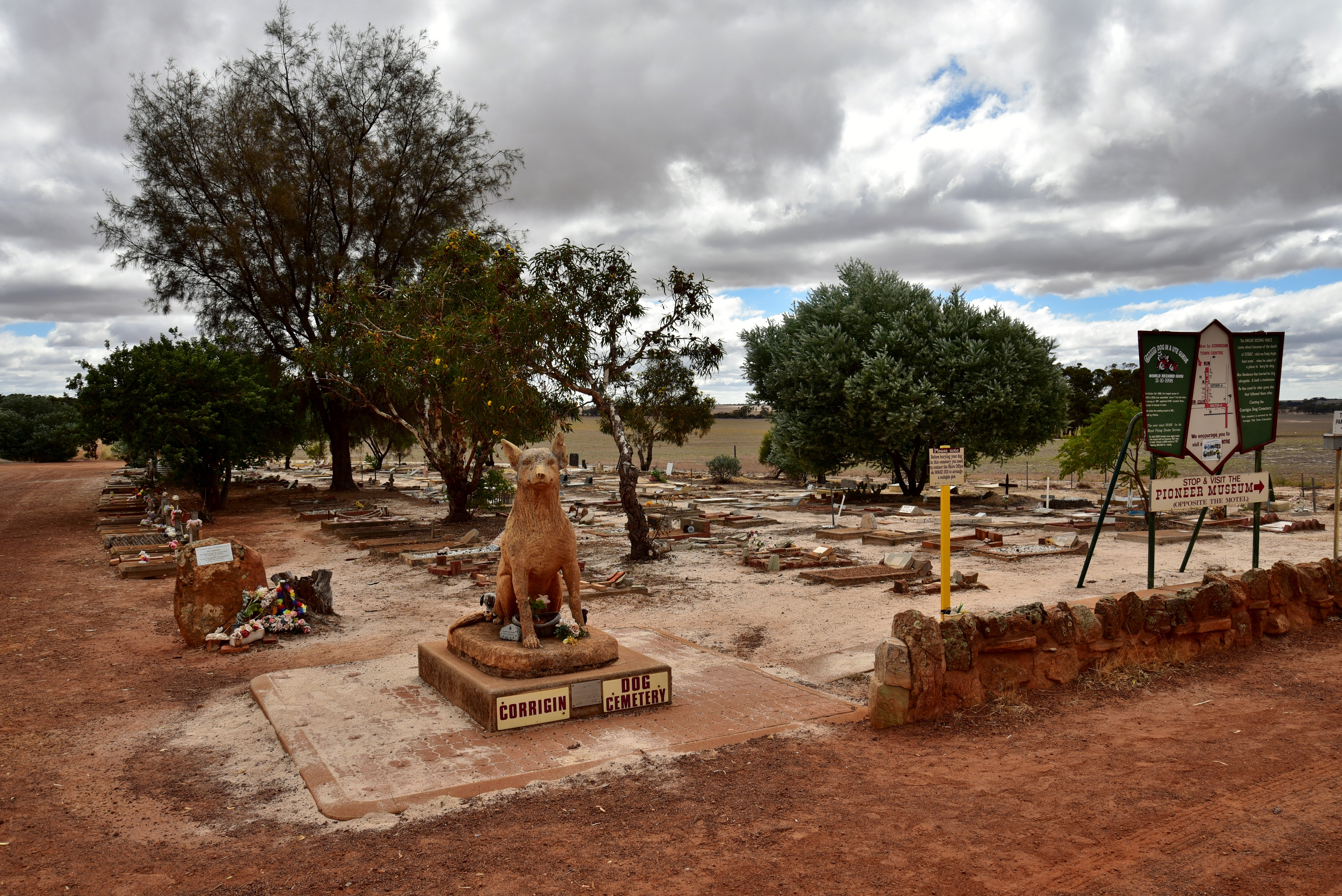
hondenkerkhof
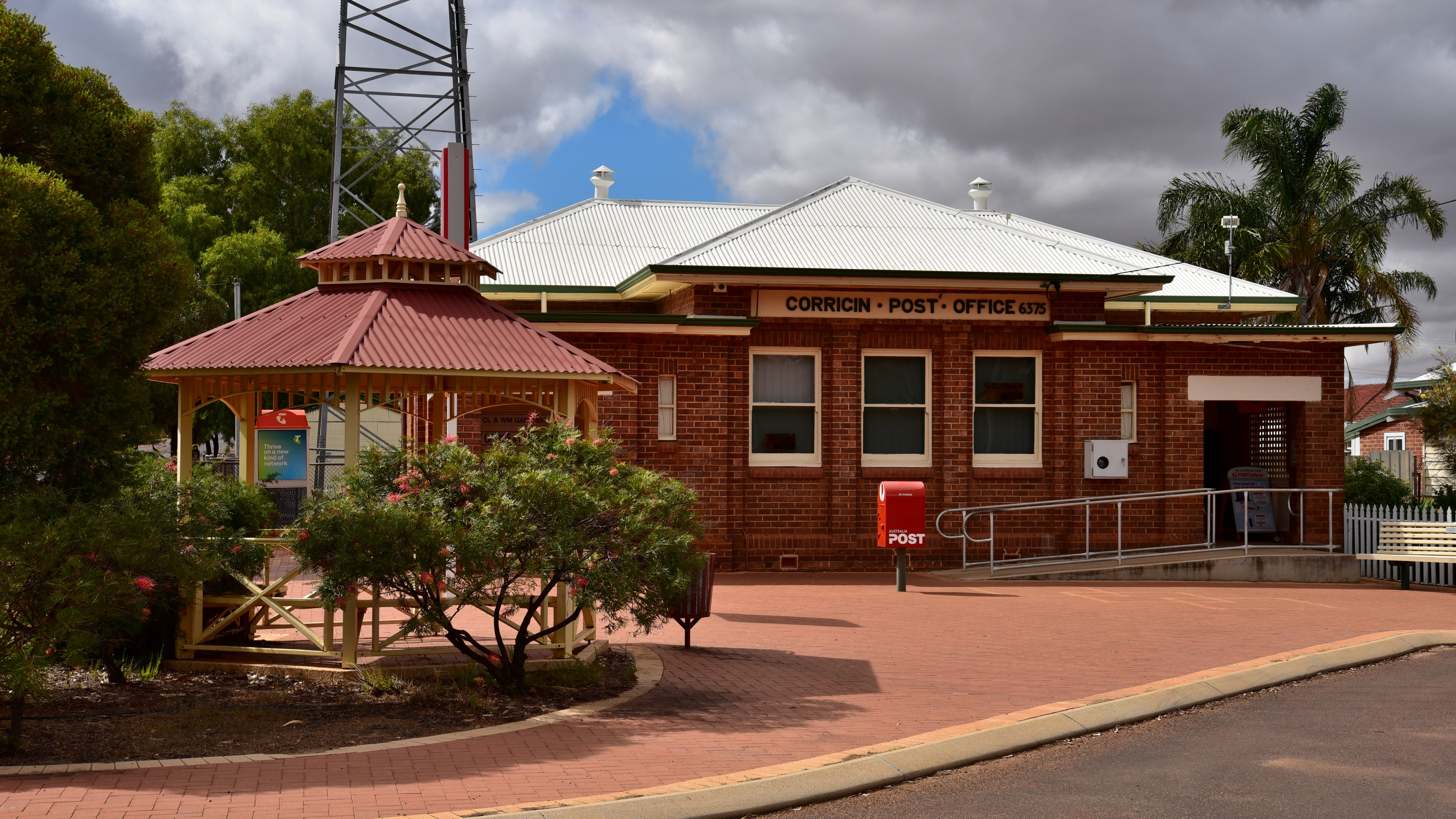
postkantoor
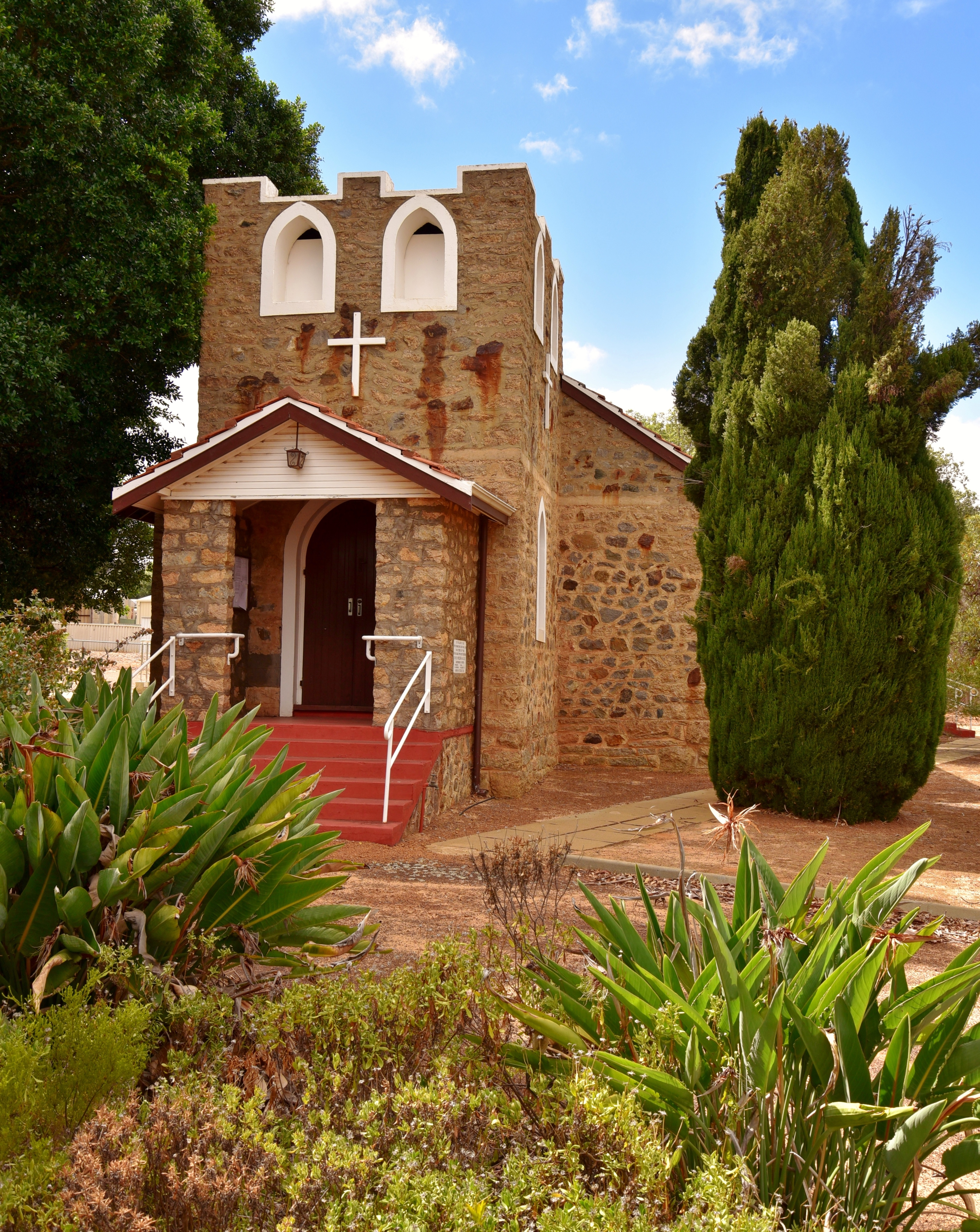
anglicaans kerkje
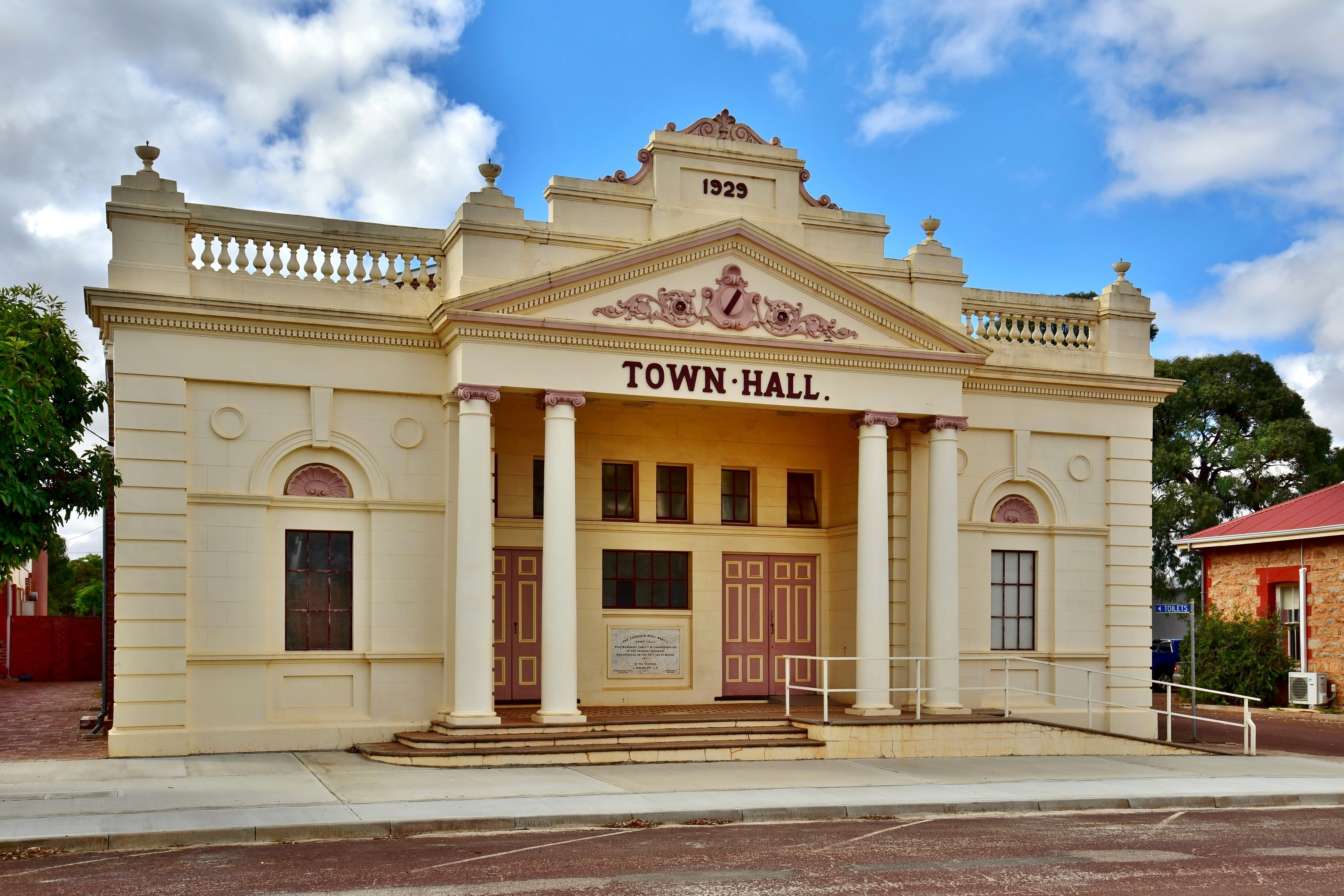
Town Hall

## Klimaat
| Maand                                  | jan  | feb  | mrt  | apr  | mei  | jun  | jul  | aug  | sep  | okt  | nov  | dec  | Jaar  |
| -------------------------------------- | ---- | ---- | ---- | ---- | ---- | ---- | ---- | ---- | ---- | ---- | ---- | ---- | ----- |
| Gemiddeld maximum (°C)                 | 32,6 | 31,6 | 28,9 | 24,3 | 19,7 | 16,5 | 15,4 | 16,4 | 19,2 | 23,3 | 27,2 | 30,5 | 23,8  |
| Gemiddeld minimum (°C)                 | 15,9 | 16,0 | 14,3 | 11,2 | 7,5  | 5,8  | 4,9  | 4,8  | 5,8  | 8,3  | 11,4 | 14,0 | 10,0  |
|                                        |      |      |      |      |      |      |      |      |      |      |      |      |       |
| Neerslag (mm)                          | 17,6 | 17,0 | 21,3 | 23,0 | 46,1 | 59,1 | 59,5 | 47,8 | 29,6 | 21,6 | 16,5 | 13,0 | 372,1 |
| Regendagen (dag)                       | 1,8  | 2,0  | 2,4  | 3,4  | 6,7  | 8,8  | 10,3 | 8,4  | 6,4  | 4,2  | 2,8  | 2,0  | 59,2  |
| Relatieve luchtvochtigheid (%)         | 27   | 30   | 33   | 42   | 51   | 60   | 61   | 56   | 49   | 36   | 30   | 27   | 41,9  |
| Bron: Australian Bureau of Meteorology |      |      |      |      |      |      |      |      |      |      |      |      |       |

Aldersyde · Amery · Ardath · Arthur River · Baandee · Babakin · Badgingarra · Badjaling · Bailup · Bakers Hill · Balkuling · Ballaying · Ballidu · Beacon · Beenong · Beermullah · Bejoording · Belka · Bencubbin · Bendering · Benjaberring · Beverley · Bilbarin · Bindi Bindi · Bindoon · Bodallin · Bolgart · Bonnie Rock · Boolading · Booraan · Brookton · Bruce Rock · Bullaring · Bullfinch · Bulyee · Bungulla · Buntine · Burakin · Burracoppin · Cadoux · Calingiri · Campion · Caraban · Carrabin · Cataby · Cervantes · Chandler · Chittering · Clackline · Cold Harbour · Congelin · Coomberdale · Copley · Corrigin · Cowcowing · Crossman · Cuballing · Culbin · Cunderdin · Dalwallinu · Dandaragan · Dangin · Darkan · Dattening · Dongolocking · Doodlakine · Dowerin · Dudinin · Dumbleyung · Duranillin · Dwarda · Ejanding · Elabbin · Erikin · Gabbin · Gingin · Goomalling ·  Grass Valley · Greenhills · Guilderton · Gwambygine · Harrismith · Highbury · Hines Hill · Holt Rock · Hyden · Jelcobine · Jennacubbine · Jennapullin · Jitarning · Jurien Bay · Kalannie · Karlgarin · Kellerberrin · Kondinin · Kondut · Koojan · Koolyanobbing · Koorda · Korbel · Korrelocking · Kukerin · Kulin · Kulja · Kulyaling · Kunjin · Kununoppin · Kweda · Kwelkan · Kwolyin · Lancelin · Lake Brown · Lake Grace · Lake King · Ledge Point · Manmanning · Marvel Loch · Meckering · Meenaar · Merredin · Miling · Minnivale · Mogumber · Mokine · Moodiarrup · Mooliabeenee · Moora · Moorine Rock · Moorumbine · Moulyinning · Mount Hardey · Mount Kokeby · Mount Walker · Muchea · Mukinbudin · Muntadgin · Nalya · Nangeenan · Narembeen · Narrogin · New Norcia · Newdegate · Nilgen · Nokaning · North Bannister · Northam · Nukarni · Nungarin · Pantapin · Piawaning · Piesseville · Pingaring · Pingelly · Pithara · Popanyinning · Quairading · Quindanning · Regans Ford · Seabird · Shackleton · Southern Cross · Spencers Brook · Tammin · Tincurrin · Toodyay · Trayning · Varley · Wagin · Walebing · Walgoolan · Wandering · Wannamal · Watheroo · Welbungin · West Dale · West Toodyay · Westonia · Wialki · Wickepin · Wilbinga · Williams · Wongan Hills · Woodridge · Wubin · Wundowie · Wyalkatchem · Yealering · Yelbeni · Yellowdine · Yilliminning · Yerecoin · York · Yorkrakine · Yornaning · Yoting · Youndegin